# Союз ТМ-32
«Союз ТМ-32» — российский пассажирский транспортный пилотируемый космический корабль, на котором впервые осуществлена экспедиция посещения, и шестой полёт на международную космическую станцию. Корабль доставил на МКС необходимые грузы и научную аппаратуру. Был запущен ракетой-носителем Союз-У 28 апреля 2001 года в 11:37:20 по московскому времени.

## Экипаж старта
- (Роскосмос) Талгат Мусабаев (3)[1] — командир корабля.
- (Роскосмос) Юрий Батурин (2) — бортинженер.
- (Роскосмос) Деннис Тито (1) — участник космического полёта.

### Дублирующий экипаж
- (Роскосмос) Виктор Афанасьев — командир корабля.
- (Роскосмос) Константин Козеев — бортинженер.

## Экипаж возвращения
- (Роскосмос) Виктор Афанасьев (4) — командир корабля.
- (ЕКА) Клоди Эньере (2) — бортинженер.
- (Роскосмос) Константин Козеев (1) — бортинженер.

## Описание полёта
«Союз ТМ-32» стартовал с космодрома Байконур 28 апреля 2001 года, неся на борту экипаж из трёх человек (двух россиян и одного американца). Последний являлся не профессиональным астронавтом, а космическим туристом, который 30 января 2001 года заключил контракт с Росавиакосмосом на полёт на МКС, в рамках программы экспедиция посещения (ЭП-1).
После трёх поочерёдных манёвров дальнего сближения 30 апреля 2001 года в 07:58 UTC корабль произвёл стыковку с модулем «Заря», всего через час после того как от него отстыковался шаттл «Индевор» (см. экспедицию STS-100).
Экипаж занимался различными научно-техническими экспериментами. Производилась плановая видеосъёмка территории Казахстана. Пробыв на станции семь суток, команда улетела на корабле «Союз ТМ-31», который был состыкован с МКС (или оставался вблизи неё) со 2 ноября 2000 года, функционируя в качестве «спасательной шлюпки» для долговременных экипажей станции (см. экспедиции МКС-1 и МКС-2).
В качестве новой «шлюпки» для экспедиций МКС-2 и МКС-3 «Союз ТМ-32» оставался состыкованным со станцией (исключая краткие периоды перестыковок между портами модулей) в течение шести месяцев, и наконец 31 октября 2001 года он вернулся домой, везя на борту двух российских космонавтов и одного астронавта европейского космического агентства, прибывших на станцию неделей ранее на корабле «Союз ТМ-33».

## После полета
8 сентября 2017 года спускаемый аппарат «Союз ТМ-32» был установлен на площадке пансионата «Восток» в Туапсинском районе Краснодарского края.